# Cephalotes crenaticeps
Espèce
Cephalotes crenaticeps est une espèce de fourmis arboricoles de la sous-famille des Myrmicinae.

## Répartition
Cephalotes crenaticeps se rencontre en Colombie et au Venezuela.

## Classification
Le nom valide complet (avec auteur) de ce taxon est Cephalotes crenaticeps (Mayr, 1866).
L'espèce a été initialement classée dans le genre Crytocerus  sous le protonyme Crytocerus crenaticeps Mayr, 1866.
Cephalotes crenaticeps a pour synonymes :
- Crytocerus crenaticeps Mayr, 1866
- Paracrytocerus crenaticeps (Mayr, 1866)
- Zacrytocerus crenaticeps (Mayr, 1866)